# Willkommen im Krieg
Willkommen im Krieg ist ein deutscher Fernsehfilm aus dem Jahr 2012. Die am 9. April 2012 auf ProSieben zum ersten Mal ausgestrahlte Antikriegs-Komödie wurde von 1,74 Millionen Zuschauern gesehen, was einem Marktanteil von 5,0 Prozent entsprach.

## Handlung
Der Zivilist Martin betrinkt sich ein letztes Mal mit seinem besten Freund Maddel, bevor dieser in seinen Auslandseinsatz nach Afghanistan abrücken soll. Da dessen Freundin hochschwanger ist und er die Geburt seines ersten Kindes verpassen würde, beschließt Martin, die Trunkenheit seines Freundes bei dessen Abschiedsfeier auszunutzen, um anstelle seines Freundes als Soldat in den Einsatz zu gehen. Ohne Maddel und noch nicht einmal einer Ausbildung im Grundwehrdienst weiß er sich im Kriegsgebiet jedoch nicht zu behelfen. Bis dahin hatte er sich Kampfeinsätze eher wie in Videospielen vorgestellt. Zugute kommt ihm in seiner Situation nur, dass er es versteht, gute Partys zu organisieren und feiern zu können. Auch fällt es ihm leicht, Alkohol und Pokerrunden zu organisieren. Aus diesem Grund helfen ihm die übrigen Soldaten. Als Martin die schöne Sanitäterin Nina kennenlernt, verliebt er sich in sie.

## Kritiken
„(Fernseh-)Antikriegskomödie über Auslandseinsätze der Bundeswehr, die den Spagat zwischen Komik und Tragik wagt.“

„Kann man über ‚Willkommen im Krieg‘ überhaupt lachen? Und zu diesem Punkt kann es gar keine Diskussion geben: Nein, kann man beim besten Willen nicht. […] Denn das ProSieben-Afghanistan-Abenteuer bewegt sich phasenweise auf dem Niveau des gespielten Herrenwitzes. […] So eine Art ‚Eis am Stiel‘, nur ohne nackte Mädels. Dafür mit Uniform für die dummen Jungs. […] An böse Kriegs-Satiren wie ‚MASH‘ oder ‚Jarhead‘ reicht dieses Filmchen nicht mal ansatzweise heran. Schon gar nicht mit diesem Schluss, an dem afghanische Kinder Nenas Friedenslied [sic] ‚99 Luftballons‘ intonieren. Eine seltsame Komödie: Den ganzen Film hindurch keine brauchbare Pointe, aber der völlig ernsthafte Schluss ein einziger Witz.“

„Was eine witzige Satire werden sollte, entpuppt sich als müder Klamauk. Der in Südafrika geborene Regisseur Oliver Schmitz (‚Plötzlich berühmt‘, ‚Geliebtes Leben‘), der sonst für solide Fernsehunterhaltung steht, wollte hier wohl einen Anti-Kriegsfilm als Komödie verpacken. Es bleibt jedoch bei einem lauen Versuch, denn Schmitz hat besonders – mit Hannes Jaenicke – schon wesentlich bessere Abendunterhaltung abgeliefert, man denke nur an ‚Allein unter Müttern‘. Auch wenn er sich des Themas ‚Auslandseinsatz der Bundeswehr‘ mit all seinen langweiligen Momenten, die es mit Glücksspiel und Alkoholgeschäften zu überbrücken gilt, annimmt, kommt ‚Willkommen im Krieg‘ nur selten über post-pubertären Humor hinaus. Und ob deutscher HipHop [sic], Rock-'n'-Roll und Pop-Musik à la Nena mit ‚99 Luftballons‘ zu einem Anti-Kriegsfilm passen, sei einmal dahingestellt!“

## Hintergrund
Die Produzenten des Films versuchten, Unterstützung von der Bundeswehr zu erhalten. Allerdings wurde jede Hilfe verweigert, nachdem man erfuhr, dass es sich um eine Komödie handeln würde. Allerdings stand dem Film ein Militärberater zur Seite, der in technischen Belangen Unterstützung bot.
Kurz nach der Ausstrahlung erhielt der Schauspieler Wilson Gonzalez Ochsenknecht auf seiner Facebookseite eine Morddrohung eines Fallschirmjägers, der den Afghanistaneinsatz und die Bundeswehr verunglimpft sah. Die Bundeswehr distanzierte sich von der Aussage des im saarländischen Lebach stationierten Soldaten und nahm ihrerseits Ermittlungen auf.